# História de Israel e Judá antigos

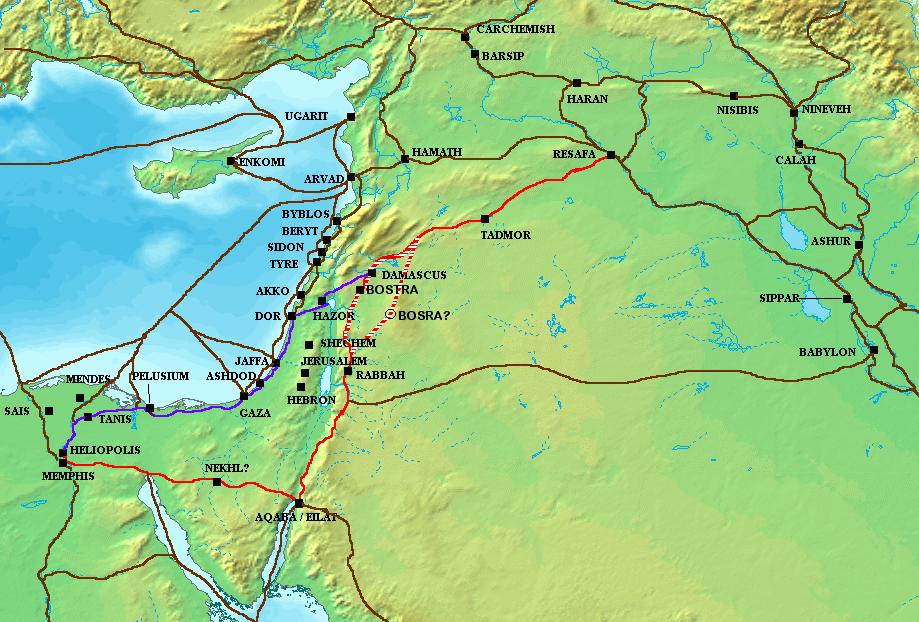
O território de Israel no com uma falsa representação de suas rotas comerciais e militares

Israel e Judá foram alguns reinos da Idade do Ferro do antigo Oriente Médio. Este artigo abrange o período de tempo que vai desde a primeira menção do nome Israel no registro arqueológico (c. 1 200 a.C.) até ao reino judeu da época de Jesus Cristo e à diáspora judaica.
Os dois reinos surgiram na costa oriental do Mediterrâneo, na porção mais a oeste do Crescente Fértil, entre os antigos impérios do Egito ao sul, Assíria, Babilônia e mais tarde Pérsia ao norte e a leste, e Grécia e depois Roma através do mar a oeste. A área envolvida é relativamente pequena, talvez apenas 148 km no sentido norte-sul e 60–70 km de leste a oeste.
Israel e Judá emergiram da cultura canaanita autóctone do Bronze Tardio, e tinham como base vilas que se formaram e cresceram nas áreas montanhosas do Levante meridional (i.e. a definição atual para a região compreendida entre as planícies costeiras e o vale do Jordão) entre c. 1 200−1 000 a.C.. Israel se tornou um importante poder local nos séculos IX-VIII a.C. antes de cair nas mãos dos assírios; o reino do sul, Judá, usufruiu de um período de prosperidade como um estado-vassalo dos grandes impérios da região antes de uma revolta contra a Babilônia levar à sua destruição no início do século VI a.C. Exilados judeus retornaram da Babilônia no começo do período persa, inaugurando uma época de formação no desenvolvimento de uma distinta identidade judaica na província de Jeúde, como Judá passara a ser chamada. Jeúde foi absorvida pelos reinos gregos subsequentes às conquistas de Alexandre, o Grande. Em 167 a.C., os judeus se revoltaram contra o domínio grego e criaram o Reino da Judeia, que se tornou primeiramente um estado-vassalo de Roma passando depois ao seu controle direto.

## Antecedentes (1 550−1 200 a.C.)
Israel e Judá emergiram entre a costa do Mediterrâneo e a depressão do vale do Jordão. Imediatamente ao sul e a leste estavam os reinos de Edom (ao sul do Mar Morto), Moabe (leste do Mar Morto), além de Aram e Amom ao norte. Na costa mediterrânea, a sudoeste estavam as cidades-estado dos filisteus e a noroeste as dos fenícios, com cidades-estado israelitas entre elas. Grandes impérios se estendiam a sudoeste (Antigo Egito) e a nordeste: Assíria nos sécs. VIII-VII a.C., Babilônia no século VI a.C. e a Pérsia Aquemênida depois disso). Também havia contato considerável entre todas essas e as cidades-estado da Grécia Antiga através do mediterrâneo oriental.
De acordo com a Bíblia, os israelitas conquistaram a sua terra dos canaanitas nos tempos de Josué, através da promessa e orientação divinas, depois dos acontecimentos do Êxodo. Por outro lado, a limitada evidência epigráfica disponível mostra que linguisticamente os dialetos israelita e judaíta do início do primeiro milênio a.C. se assemelham notavelmente ao fenício, moabita e edomita. E dentro desse agrupamento, um grupo "caaanita central" de israelita e fenício pode ser distinguido de um "canaanita periférico" de judaíta, amonita, moabita e edomita.

## Período Pré-Exílico

### Idade do Ferro I (1 200−1 000 a.C.)

As doze tribos de Israel a partir das quais surgiu o reino

Pesquisas têm identificado até agora mais de 300 pequenas vilas, a maioria das quais assentamentos recentes, sendo que a maior delas tinha uma população que não ultrapassava 300 pessoas, nas montanhas palestinas da Idade do Ferro I. O processo de assentamento era mais intenso e as vilas maiores na região mais ao norte (as regiões bíblicas de Manassés e Efraim), no entanto, nenhum assentamento pode ser considerado realmente urbano. A população fixa total no começo do período é estimada em 20 mil e o dobro disso no final do período.
Politicamente, as montanhas palestinas nesse período não apresentam nenhum sinal de autoridade centralizada. No campo religioso, não contam com templos, capelas ou lugares de culto centralizados (apesar de que objetos de culto associados ao culto do deus canaanita El terem sido encontrados). A cerâmica permanece fortemente na tradição desde o bronze tardio na região e o alfabeto usado, apesar de terem sido encontrados muito poucos exemplos, é proto-canaanita. Praticamente a única marca distintiva dos assentamentos israelitas dos outros assentamentos canaaneus é a ausência de ossadas de porco, apesar de que se isso pode ser considerado um marcador cultural ou se é devido a outros fatores ainda é objeto de controvérsia.
A Estela de Merneptá, erigida por um faraó egípcio para comemorar uma vitória sobre os líbios (as tribos bérberes Libu e Meshwesh) e os povos do mar, que inclui um pequeno poema ou hino listando suas vitórias em Canaã. Próximo do final ocorre a linha: "Israel está devastada, sua semente já não existe." Este Israel, identificado como um povo, estavam provavelmente localizados na parte norte das montanhas centrais, geograficamente parte do que seria mais tarde o Reino de Israel bíblico.

### Idade do Ferro II (1 000−586 a.C.)
Uma inscrição do faraó egípcio Sisaque I (XXII dinastia), provavelmente o mesmo que o Sisaque I citado na Bíblia, registra uma série de campanhas dirigidas na área imediatamente ao norte de Jerusalém na segunda metade do século X a.C.. Cerca de cem anos mais tarde, no século IX a.C., o rei assírio Salmaneser III cita Acabe de Israel entre seus inimigos na batalha de Carcar (853 a.C.), enquanto que na estela de Mesha (c. 830 a.C.) um rei de Moabe celebra seu sucesso por se libertar da opressão da “Casa de Omri” (i.e. Israel). Já a estela de Tel Dã fala da morte de um rei de Israel, provavelmente Jorão, nas mãos do rei arameu cerca de 841 a.C.. Escavações na Samaria, a capital israelita, reforçam a impressão de um reino forte e centralizado nas montanhas do norte durante os séculos IX-VIII a.C. Na segunda metade do século VIII a.C. o rei Oseias de Israel se revoltou contra os Assírios e foi esmagado (c. 722 a.C.). Parte da população foi deportada, e população de outras partes do império assírio foram trazidas para substituí-los, assim Israel se tornou uma província Assíria.
A primeira evidência para a existência de um reino organizado na região sul vem da estela de Tel Dã, de meados do século IX a.C., que menciona a morte de um rei da casa de David. A contemporânea estela de Mesha talvez também mencione a casa de David, mas a reconstrução que permitiria tal leitura é controversa. É geralmente assumido que essa "Casa de Davi" é idêntica a dinastia bíblica, no entanto, a evidência arqueológica atual indica que durante os séculos X e IX a.C., Jerusalém era apenas uma dentre as quarto maiores vilas da região, com nenhum sinal de primazia sobre as outras. Foi somente na segunda metade do século VIII a.C. que Jerusalém passou por um período de rápido crescimento, alcançando uma população muito maior que antes e adquirindo clara primazia sobre as vilas ao seu redor. As reconstruções acadêmicas mais antigas desses eventos atribui esse aumento demográfico ao influxo de refugiados subsequente à conquista de Israel pela Assíria (c. 722 a.C.), mas um ponto de vista mais recente é o de que isso refletiria um esforço cooperativo entre a Assíria e os reis de Jerusalém para estabelecer Judá como um estado-vassalo pró-Assíria para controlar a valiosa indústria de azeite. O súbito colapso do poder Assírio na segunda metade do século VII a.C. levou a uma fracassada tentativa de independência pelo rei Josias, seguida pela destruição de Jerusalém pelo sucessor do império Assírio, o Império Neobabilônico (587/586 BCE).

## Períodos Exílico e Pós-Exílico

### Períodos Babilônio e Persa (586−333 a.C.)

#### Exílio na Babilônia
Em 586 a.C., os babilônios, sob o rei Nabucodonosor II capturaram Jerusalém, destruíram o templo de Salomão, puseram um fim à dinastia davídica e levaram o povo cativo. Somente os mais pobres foram deixados em Judá, agora a provincial babilônica de Jeúde com sua capital em Mispá, ao norte de Jerusalém. Alguns anos depois, de acordo com a Bíblia, o governador de Jeúde foi morto por rivais, desencadeando um outro êxodo de refugiados, desta vez para o Egito. Assim, cerca de 580 pessoas do povo de Judá podiam ser encontradas em três localidades separadas: a elite na Babilônia (onde aparentemente foram bem tratados), uma grande comunidade no Egito, e um remanescente em Judá.

#### Período Persa
O exílio babilônico terminou quando Ciro, o Grande da Pérsia conquistou a Babilônia (tradicionalmente 538 a.C.). Os persas reconstituíram Judá/Jeúde como província ("Jeúde") dentro da satrapia "Além do Rio", e ao longo do século seguinte alguns dos exilados retornaram a Jerusalém. Lá eles eventualmente reconstruíram o Templo (tradicionalmente 516/515 a.C.), mas por mais de um século a capital administrativa permaneceu em Mispá. Ciro apontou Zorobabel (o neto do penúltimo rei de Judá, Jeoiaquim) para governador, mas não permitiu a restauração do reino. A Samaria, nesse ínterim, continuou como a província de Samaria dentro da mesma satrapia que Jeúde.
Sem  o poder limitante da monarquia, a autoridade do Templo foi amplificada e o sacerdotes se tornaram a autoridade dominante. Entretanto, o Segundo Templo tinha sido construído sob os auspícios de um poder estrangeiro e havia dúvidas a respeito da sua legitimidade. Isso forneceu condições para várias seitas se desenvolverem dentro do judaísmo ao longo dos séculos seguintes, a maioria das quais desencorajavam a mistura social, especialmente o casamento com membros de outras seitas.  A influência do zoroastrismo sobre o monoteísmo, é um tema de amplo debate acadêmico.
O fim do exílio babilônico viu não apenas a construção do Segundo templo mas, de acordo com a hipótese documental, também a redação final da Torá.  Apesar de que os sacerdotes controlavam a monarquia e o templo, os escribas e sábios (que mais tarde seriam chamados de  rabis) monopolizaram o estudo da Torá, que (a partir da época de Esdras) era lida publicamente. Os sábios desenvolveram e mantiveram uma tradição oral juntamente às Escrituras e se identificavam com os profetas.  De acordo com Geza Vermes, tais escribas eram frequentemente referidos com o pronome de tratamento, "senhor."

### Períodos Helenístico e Romano (333 a.C.-70 d.C.)
O período da história judaica na civilização helenística começa em 332 a.C., quando Alexandre, o Grande conquistou a Pérsia.  Depois de sua morte em 323 a.C., seu império foi dividido entre seus generais. Primeiramente a Judeia foi governada pelos egípcio-helênicos Ptolomeus, mas em 198, os sírio-helênico Império Selêucida, sob Antíoco III tomou o controle sobre a Judeia.
O período helenístico viu a canonização da Tanakh (A Bíblia Hebraica), de acordo com uma teoria, e a emergência de tradições sagradas extra-bíblicas. A evidência mais antiga de uma tradição mística judia cerca o livro de Ezequiel, escrito durante o exílio babilônico. No entanto, virtualmente todos os textos místicos conhecidos foram escritos no final do período do Segundo Templo. Estudiosos como Gershom Scholom identificaram dentro das tradições esotéricas da Cabala (misticismo judeu restrito aos sábios), a influência do zoroastrismo, platonismo e gnosticismo.
O livro de 2 Esdras 14:45-46, que foi escrito no segundo século da era cristã, declara: "Torna públicos os primeiros vinte e quatro livros que escreveste primeiro e deixa que todos os leiam. Mas mantém os setenta que escreveste por ultimo, para dar aos sábios dentre teu povo."  Esta é a primeira referência conhecida ao cânon bíblico, e os setenta textos não-canônicos podem ter sido místicos. O Talmude sugere outras tradições místicas que podem ter suas raízes no judaísmo do período do Segundo Templo.
O Oriente Próximo sempre foi cosmopolita, especialmente durante o período helenístico. Diversas línguas eram faladas e o tema da língua franca ainda é objeto de algum debate. Os judeus quase certamente falavam aramaico entre si. O grego era pelo menos um tanto utilizada como língua dos negócios na região, e certamente em todo o Mediterrâneo oriental. O Judaísmo mudava rapidamente, reagindo e se adaptando a um mundo político, cultural e intelectual em constante crescimento, e em contra partida atraindo também a atenção de não-judeus.
O historiador Shaye Cohen observa:
Todos os judaísmos do período helenístico, tanto da diáspora quanto da terra de Israel, eram helenizados, isto é, eram parte integrantes da cultura do mundo antigo. Algumas variedades de judaísmo eram mais helenizadas do que outras, mas nenhuma era isolada como uma ilha. É um erro imaginar que a Palestina tenha preservado uma forma "pura" de judaísmo e que a diáspora era o lar das formas diluídas e adulteradas de judaísmo. A expressão "judaísmo helenístico" faz sentido então, apenas como um indicador cronológico para ao período que vai de Alexandre, o Grande aos Macabeus ou à conquista romana do século I a.C. Como um termo descritivo de um certo tipo de judaísmo, no entanto, não possui muito sentido, uma vez que todas a formas de judaísmo do período eram "helenísticas." (Cohen 1987: 37)

#### Disputas culturais dentro do helenismo
Muitos judeus viviam na diáspora,e as províncias da Judeia, Samaria e Galileia eram povoadas por muitos gentios, que frequentemente mostravam interesse no judaísmo. Os judeus tinham que lidar com os valores e a filosofia helenística, que muitas vezes se chocavam com seus próprios valores e tradições. De maneira geral, a cultura helenística via a si mesma como civilizadora, trazendo valores e costumes civilizados aos povos considerados atrasados ou degenerados.
Por exemplo, casas de banho no estilo grego foram construídas à vista do Templo em Jerusalém, e mesmo nessa cidade o ginásio se tornara um centro da vida atlética, social e intelectual. Muitos judeus, incluindo alguns dos sacerdotes mais aristocráticos, abraçaram essas instituições, apesar de que os judeus que o faziam eram por vezes menosprezados devido à circuncisão, que os judeus viam como o sinal da sua aliança com Deus, mas que a cultura helenística via como uma deformação estética do corpo. Consequentemente, alguns judeus começaram a abandonar a prática, enquanto outros relutavam contra a dominação grega.
Ao mesmo tempo em que os judeus confrontavam diferenças culturais com o mundo a sua volta, eles tiveram que enfrentar um paradoxo na sua própria tradição: as leis da Torá se aplicavam somente a eles e aos prosélitos, mas o seu Deus, era o único Deus de toda a humanidade. Essa situação levou a novas interpretações da Torá, algumas das quais influenciadas pelo pensamento helenístico e em resposta ao interesse gentil no judaísmo, por exemplo, as Leis de Noé. Foi nesse período que muitos conceitos da filosofia grega antiga entraram no judaísmo ou o influenciaram.

#### Domínio Ptolemaico e Selêucida
Em 331 a.C. Alexandre, o Grande conquistou o Império Aquemênida. Depois de sua morte em 323 seu império se desintegrou e a provincial de Jeúde se tornou parte do reino do Egito, governado pela dinastia Ptolomaica. O governou ptolemaico foi benevolente: Alexandria se tornou a maior cidade judia no mundo, e Ptolemeu II Filadelfo do Egito (281−246 a.C.) promoveu a cultura judaica, patrocinando a tradução da Torá para o grego chamada Septuaginta. Esse período também assistiu ao surgimento dos fariseus e outros partidos como os saduceus e os essênios. Mas no começo do século II a.C. Jeúde caiu nas mãos do governador sírio selêucida Antíoco IV Epifânio (174−163 a.C.), que, em contraste com a tolerância demonstrada pelos Ptolomeus, tentaram helenizar completamente os judeus. A sua difamação do Templo desencadeou uma revolta nacional que terminou com a expulsão dos sírios e a reconsagração do templo sob os macabeus.

#### A Revolta dos Macabeus
Geralmente, os judeus aceitavam o governo estrangeiro quando se requeria  que eles apenas pagassem impostos, e além disso eram autorizados a se auto-governar internamente. Não obstante, os judeus estavam divididos entre aqueles a favor e contra a helenização e entre os fiéis aos Ptolomeus e aos selêucidas. Quando o sumo-sacerdote Simão II morreu em 175 a.C., um conflito foi deflagrado entre os que apoiavam seu filho Onias III (que se opunha à helenização e favorecia os Ptolomeus) e seu outro filho Jasão (que favorecia a helenização e os selêucidas). Um período de intrigas políticas se seguiu, com sacerdotes como Menelau pagando suborno ao rei para obter o sumo-sacerdócio, e acusações de assassinato entre competidores pelo posto. O resultado foi uma breve guerra civil.
Um número enorme de judeus se uniu na defesa de Jasão e em 167 a.C. o rei selêucida Antíoco IV invadiu a Judeia, entrou o templo e levou dinheiro e objetos cerimoniais. Jasão fugiu para o Egito e Antíoco impôs um programa de helenização forçada, requerendo que os judeus abandonassem suas leis e costumes sob pena de morte. Nesse ponto Matatias e seus cinco filhos, João, Eleazar, Simão, Jonatas e Judas Macabeu, sacerdotes da família Hasmon que moravam na vila rural de Modein, assumiu a frente de uma revolta sangrenta mas por fim vencedora contra os selêucidas.
Judas libertou Jerusalém em 165 a.C. e restaurou o Templo. A luta prosseguiu e Judas e seu irmão Jonatas foram mortos. Em 141 a.C. uma assembleia de sacerdotes e outras pessoas afirmaram Simão como sumo-sacerdote e líder, e com efeito estabeleceram a dinastia asmoneia. Quando Simão foi assassinado em, 135 a.C., seu filho (e sobrinho de Judas Macabeu) João Hircano tomou seu lugar como sumo-sacerdote e rei.

### O Reino Asmoneu

A Extensão do Reino da Judeia

Província da Judeia e seu entorno no século I

Após derrotar as forças selêucidas, João Hircano estabeleceu uma nova monarquia na forma da monarquia sacerdotal asmoneia em 152 a.C., estabelecendo assim os sacerdotes como autoridades tanto religiosas quanto políticas. O reino estabelecido pelos macabeus foi uma tentativa deliberada de reviver o Judá descrito na Bíblia: uma monarquia judaica governada desde Jerusalém e se estendendo por todo o território um dia governado por Davi e Salomão. Para levar a cabo esse projeto, os reis asmoneus conquistaram (e converteram a força ao judaísmo) os moabitas, edomitas e amonitas. E apesar dos asmoneus serem vistos pelo povo como heróis e líderes por resistir contra os selêucidas, alguns consideravam que faltava ao seu reinado a legitimidade religiosa conferida pela descendência da dinastia davídica do período do primeiro templo.

#### Saduceus, Essênios e Fariseus
A rixa entre sacerdotes e sábios cresceu durante o período helenístico, quando os judeus enfrentaram novos conflitos políticos e culturais. Nesse contexto emergiu o partido dos saduceus como o partido dos sacerdotes e das elites aliadas (Saduceu vem de Zadok, o sumo-sacerdote do primeiro Templo).
Os essênios eram um movimento místico-religioso que, acredita-se, rejeitaram ou os sumos-sacerdotes apontados pelos selêucidas ou os sumos-sacerdotes apontados pelos asmoneus, por os considerarem ilegítimos. Por fim rejeitaram também o Segundo Templo, argumentando que a comunidade essência em si mesma era o novo templo e que a obediência à Lei representava a nova forma de sacrifício.
Apesar de que a falta de consideração dos essênios para com o Segundo Templo os alienasse da massa dos judeus, a sua noção de que o sagrado poderia existir fora do Templo era compartilhada por um outro grupo, os fariseus ("separatistas"), integrantes da comunidade de escribas e sábios. O significado do termo é incerto: pode se referir à rejeição da cultura helenística ou a objeção ao monopólio Asmoneu do poder.
Durante o período asmoneu, saduceus e fariseus funcionaram primariamente como partidos políticos (os essênios não tinham orientação política). E as diferenças entre os dois se tornou evidente quando os fariseus demandaram que o rei asmoneu Alexandre Janeu escolhesse entre ser rei e ser sumo-sacerdote da maneira tradicional. Essa exigência levou a uma breve guerra civil que terminou com a repressão violenta dos fariseus, apesar de que no seu leito de morte o rei pediu que os dois partidos se reconciliassem. Alexandre foi sucedido por sua viúva, cujo irmão era um líder fariseu. Depois de sua morte, seu filho mais velho, Hircano II, buscou apoio entre os fariseus, e seu filho mais novo, Aristobulus, se aliou aos saduceus.

### Domínio Romano
Em 64 a.C. o general romano Pompeu conquistou Jerusalém e fez o reino judeu um estado-vassalo de Roma. Em 57−55 a.C. Aulo Gabínio, procônsul da Síria, dividiu o antigo reino em Galileia, Samaria e Judeia, com cinco sinédrios (côrte de juízes). Em 40−39 a.C. Herodes, o Grande foi apontado Rei dos Judeus pelo senado romano , mas em 6 d.C. seu sucessor, Herodes Arquelau, etnarca da Judeia, foi deposto pelo imperador Augusto e seus territórios anexados à Judeia sob administração romana direta: esse fato marcou o fim de Judá como um reino mesmo teoricamente independente.

## Religiões politeístas da região
Todas os nomes a seguir são supostas divindades da religião canaanita do fim do primeiro milênio a.C., e a religião canaanita, por sua vez, tem suas raízes na religião de Ugarit do segundo milênio a.C. No segundo milênio o politeísmo era expressado através dos conceitos de côrte divina e família divina, uma única entidade com quatro níveis: o deus chefe e sua esposa (El e Aserá); os setenta filhos divinos, ou estrelas de El (incluindo Baal, Astarte e Anat, provavelmente Rexefe, assim como a deusa-sol Shapshu e o deus-lua Yerak); o ajudante principal da casa divina, Kothar-wa-Khasis; e os servos da casa divina, inclusive os mensageiros-deuses que depois apareceriam como " anjos " na Bíblia Hebraic.
No seu estágio mais primitivo, Yahweh era um dos setenta filhos de El, cada um dos quais era patrono de uma das setenta nações, na Septuaginta, em que El, como o chefe da côrte divina, dá aos membros da família divina uma nação para cada um, "de acordo com o número de filhos divinos": Israel é a porção de Yahweh. Mais tarde, o texto massorético, evidentemente desconfortável com o politeísmo expresso pela frase, o alterou para "de acordo com o número dos filhos de Israel"
Entre os séculos VIII-VI a.C. El foi progressivamente sendo identificado com Yahweh, e Yahweh-El se tornou o esposo da deusa Aserá, e os outros deuses e os mensageiros divinos gradualmente se tornaram meras expresses do poder de Yahweh. Yahweh é colocado no papel de Rei Divino governando sobre todos os outros deuses, como no Salmo 29:2, em que os "filhos de Deus" são chamados para adorar Yahweh; e Ezequiel 8-10 sugere, o Templo se tornou o palácio de Yahweh habitado por aqueles à sua volta.
Estas informações entretanto não parecem encontrar fundamentação no tocante a religião cristã, sendo mais aqui sua fundamentação em textos e registros de religiões realmente politeistas diferentemente da monoteistas como é a cristã.

## Metodologia
As fontes sobre este período são principalmente a escrita clássica como a Bíblia hebraica ou Tanakh (conhecida pelos cristãos como Antigo Testamento), o Talmude, o livro etíope Kebra Nagast e escritos de Nicolau de Damasco, Artapano de Alexandria, Fílon e Josefo. Outra fonte principal de informação são os achados arqueológicos no Egito, Moabe, Assíria ou Babilónia, e os vestígios e inscrições no próprio território.
A história da região ocupada posteriormente pelos reinos de Israel e Judá coloca problemas particulares ao historiador moderno: devido à associação desta área com o relatado na Bíblia, há uma tendência para observar a história do Levante a partir de uma perspectiva quase puramente bíblica, prestando escassa atenção ao período pós-bíblico. Existe a tendência de ver os estudos arqueológicos através do relato bíblico, tornando difícil de entender a história desta zona dentro do contexto arqueológico da totalidade do Médio Oriente.
Alguns escritores consideram que as diversas fontes estão em conflito, o que converte o estudo em tema polémico, com implicações nos campos da religião, política e diplomacia. Por isso é difícil dar uma visão apoiada pela totalidade dos historiadores. As datas precisas e os preciosismos que podem ser apontados estão em contínuo debate, não existindo acontecimentos bíblicos cujo ano exacto se possa validar por fontes externas antes do século IX a.C., (coroação de Omri, rei de Israel): todas as datas anteriores são extrapolações. Além disso, a Bíblia não indica facilmente modos de fazer esses cálculos, não fornecendo mais referências senão a vida das diversas personagens, e a linha histórica deve ser reconstruída agregando dados, processo que introduz erros por arredondamento. As datas mais antigas utilizam a Bíblia como única fonte, uma visão chamada maximalista.
Os minimalistas afirmam que alguns acontecimentos não sucederam, e que as datas são duvidosas: se a própria existência do Reino unido de Israel está em dúvida, é insubstancial afirmar que em 922 a.C. se desintegrou. Philip Davies por exemplo, explica como o cânone bíblico se pode ter realizado apenas para certos povos com longa tradição de leitura e escrita, que se encontram somente na última época persa ou na primeira helenística, e afirma que os relatos de períodos anteriores são em grande parte reconstruções baseadas em tradições orais. Os minimalistas não discutem que alguns dos acontecimentos posteriores ao século IX a.C. possam ser corroborados, como a Pedra Moabita; a discrepância surge no período anterior, onde o relato bíblico parece estar em desacordo com o descoberto pela arqueologia moderna.
Outro problema é causado pelas diferenças sobre terminologia dos períodos históricos. Por exemplo, o período no final da Idade do Bronze Antiga e início da Idade do Bronze Média, é chamado EB-MB por Kathleen Kenyon, MB I por William Foxwell Albright, cananita médio I por Yohanan Aharoni, e bronce precoce IV por William Dever e Eliezer Oren.

## Pré-história
Escavações a sul do lago de Tiberíades e em outras partes do vale do Jordão têm permitido trazer à luz do dia rastos de homínideos que remontam ao paleolítico inferior, o seja, datados em mais de um milhão de anos. Outros fósseis descobertos têm idade aproximada de 300 000 anos, e o uso de cavernas pelo homem parece começar no achelense superior. O fóssil do homem da Galileia terá cerca de 140 000 anos.